# Manuel Inácio da Cunha e Meneses
Manuel Inácio da Cunha e Meneses, o visconde do Rio Vermelho, (Salvador, 13 de setembro de 1779 — 15 de janeiro de 1850) foi um militar, comerciante e político brasileiro.

## Biografia
Filho de Manuel Inácio da Cunha e Meneses, conde de Lumiares, e Perpétua Gertrudes de Moraes Sarmento. Era meio-irmão de José Manuel Inácio da Cunha e Meneses da Gama e Vasconcelos Carneiro de Sousa Portugal e Faro, 4.º conde de Lumiares. Casou com D. Maria Joana da Conceição Simões.
Comandante superior da Guarda Nacional, foi vereador, vice-presidente da província da Bahia em 1835, e senador do Império do Brasil de 1829 a 1850. Era comendador da Imperial Ordem de Cristo e da Imperial Ordem da Rosa. Foi sócio do Instituto Histórico e Geográfico Brasileiro desde 1839.
Foi pai de José Félix da Cunha e Meneses, barão do Rio Vermelho, e de Maria Inácia da Cunha e Meneses, esta, casada com o Inocêncio Marques de Araújo Góis, barão de Araújo Góis.